# Coelogyne integra
Coelogyne integra é uma espécie de orquídea epífita, família Orchidaceae, originária de Sumatra.